# Quba-moskén

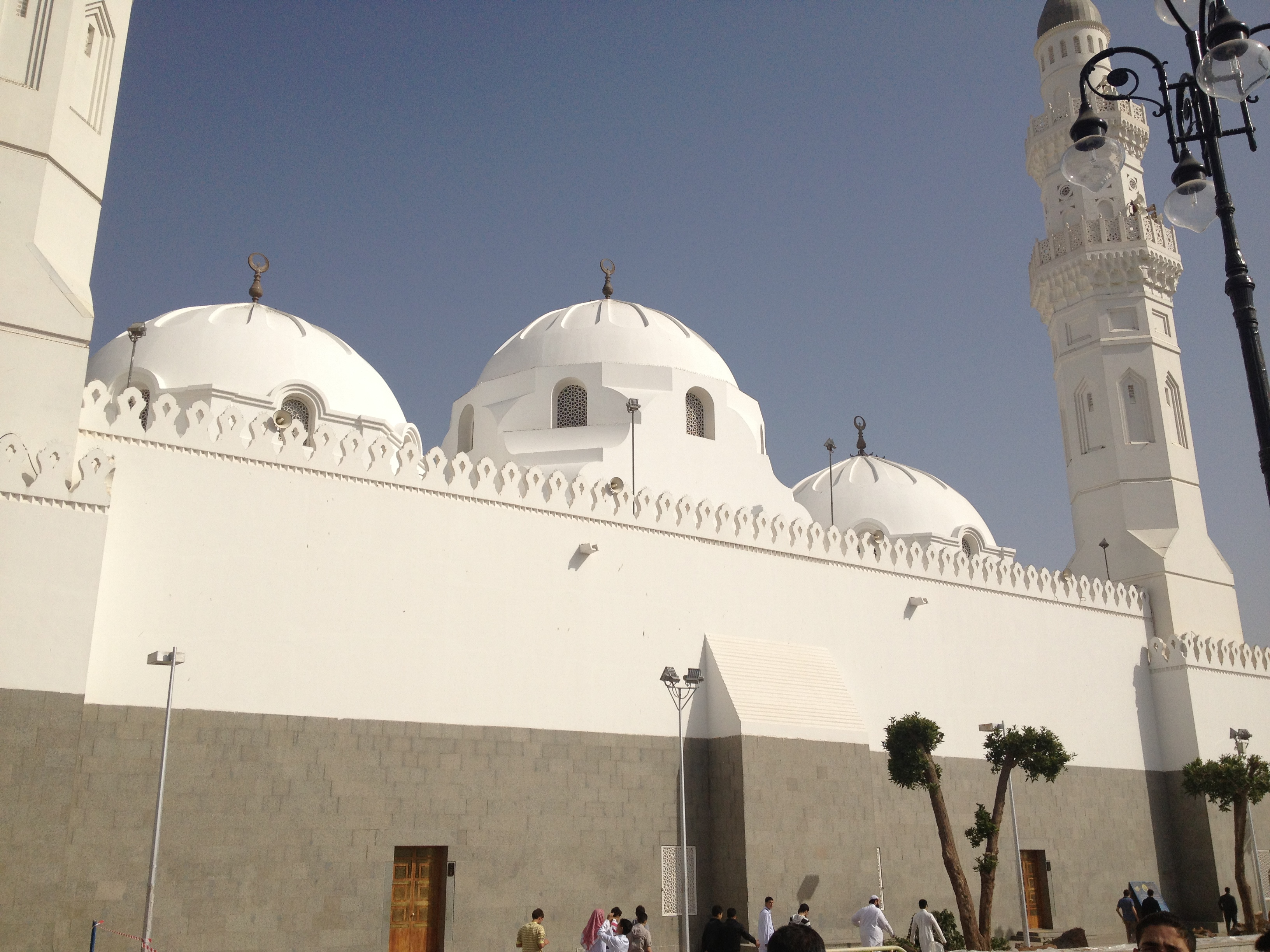
Quba-moskén.

Quba-moskén (arabiska: مَسْجِد قُبَاء) är en moské som ligger ungefär 3 kilometer söder om Masjid al-Nabawi i staden Medina i Saudiarabien och sägs vara den första moskén som den islamiske profeten Muhammed byggde efter att han kommit till oasen efter hijra.